# Фінікійці

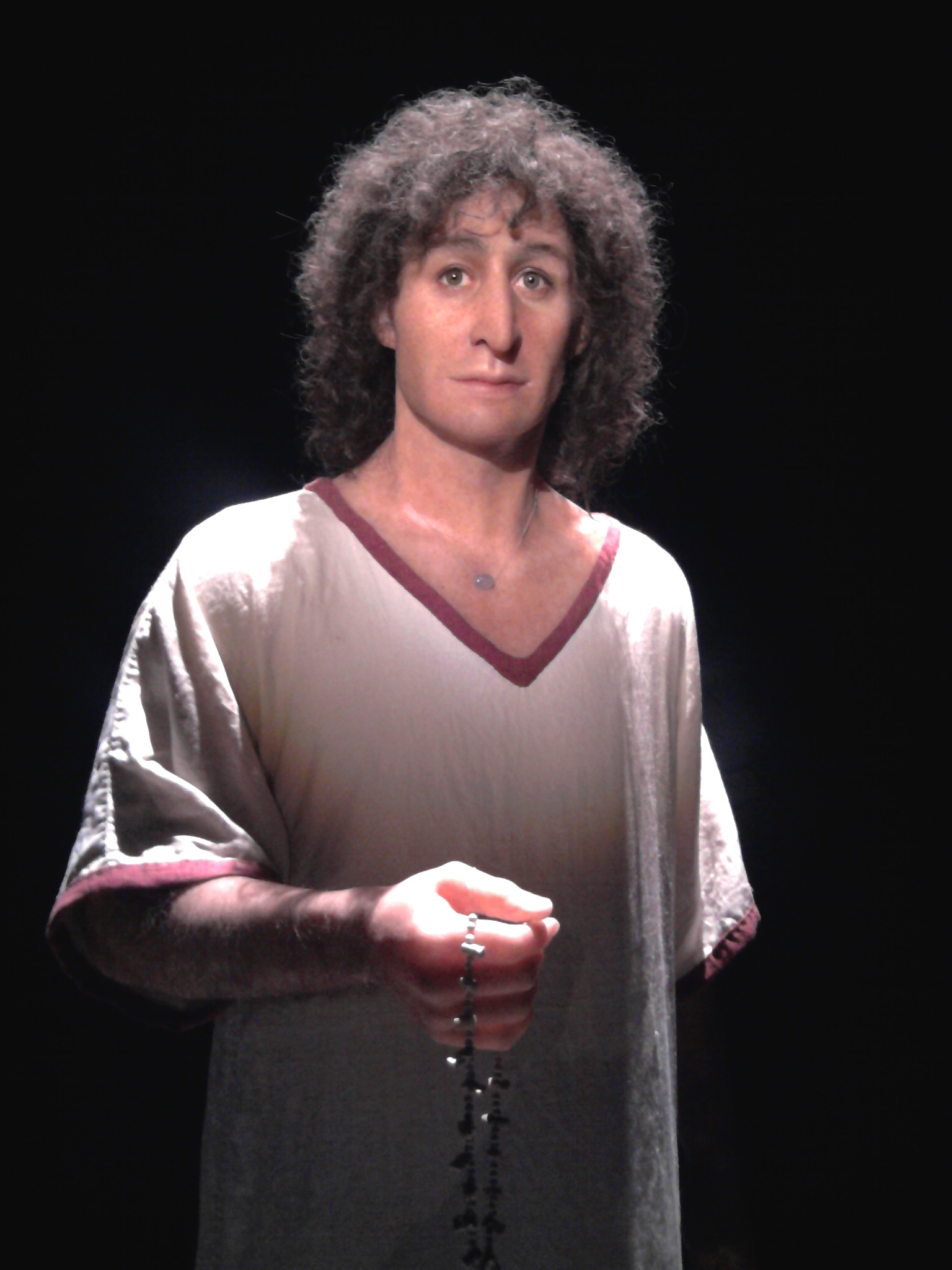
Чоловік з Бірси.

Фінікійці — древній семітський народ, що населяв Фінікію і говорив фінікійською мовою.
Сформувався як етнічно змішана група людей, на території вздовж узбережжя Ханаану під час колапсу бронзової доби, знищення Угаріту та вторгнення народів моря.
Останні генетичні дані підтверджують змішаність, тим більше в контексті історичного факту, що в Карфагенській імперії в Іспанії, Гамількар Барка одружився з усіма жителями Пуни.

## Досягнення фінікійців
Можливо, найбільше досягнення Фінікійців — винахід алфавіту, який ліг в основу старогрецького, латинського, а потім і багатьох сучасних алфавітів, зокрема українського. Вони не лише продавали свої товари по всьому Середземномор'ю, але й засновували свої колонії (поселення) в різних частинах регіону.
Мешканці країни, фінікійці, створили могутню цивілізацію з розвиненими ремеслами, морською торгівлею і багатою культурою

## Античні історики про фінікійців
Іспанський римлянин Помпоній Мела, І ст. н. е.:

| Фінікійці — розумний народ, що благоденствує за часів і війни і миру. Вони досягли успіху в писемності, літературі та інших мистецтвах, в навігації, у веденні військових дій на морі та в управлінні імперією |
Грек Плутарх, злам І-ІІ ст. н. е.:

| Це грубий і жорстокий народ, покірний своїм правителям і деспотичний стосовно підкорених народів, жалюгідний в страху, лютий в гніві, непохитний в рішеннях, що не володіє веселістю вдачі і не відає доброти |